# Rütschenhausen
Rütschenhausen ist ein Gemeindeteil der Gemeinde Wasserlosen im Landkreis Schweinfurt (Unterfranken, Bayern).

## Geographie
Das Kirchdorf liegt auf offener Flur in Franken, etwa 13 km westlich von Schweinfurt.
Im Norden liegt Greßthal, im Westen Schwemmelsbach, im Osten Sömmersdorf, im Nord-Osten Obbach, im Süd-Osten Brebersdorf und im Süden Kaisten.

## Geschichte
Die Siedlungsanfänge des Ortes gehen in die Zeit der Zweiten Fränkischen Landnahme der Karolinger im 9. Jahrhundert zurück. Am 28. April 906 wurde „Ruodsuvinduhusen“ genannt. Adalbertus comes provincialis tauschte gewisse Güter mit dem Fuldaer Abt Huoggi. Das geschah im Einverständnis mit König Ludwig dem Kind. Eine andere Quelle datiert diese Urkunde auf 907, wobei auch die Schreibweise des Ortsnamens mit „Ruotsuvindeshusen“ eine Veränderung aufweist. Es gibt jedoch auch Quellen in Umfeld der Babenberger Fehde, die den Todestag von Adalbertus auf den 9. September 906 datieren.
Graf Rudolf vom Saalgau schloss 953 einen Tausch mit Abt Hadamar von Fulda, den König Otto 958 bestätigte. Das Kloster Fulda übergab Besitztümer in Rutsindehusen.
Schon früh gelangte Rütschenhausen an das 1292 gegründete hochstiftische Zentgericht und Amt Arnstein. Wichtigster Grundherr war nun das Hochstift Würzburg. Die hohe und die niedere Gerichtsbarkeit nahm der Bischof wahr.
Ursprünglich war Rütschenhausen Filiale der Pfarrei Altbessingen. Das Gotteshaus in Rütschenhausen, eine alte Wallfahrtsstätte zu Maria von der Tann, soll bis ins 13. Jahrhundert zurückgehen. Im Jahre 1443 wurde Rütschenhausen der neu gegründeten Oberpfarrei Greßthal zugeteilt.
Im Jahre 1449 verkauften die Abtissin Anna Kuchenmeister und ihr Konvent des Klosters zu Frauenroth ihren Zehnten im Feld und im Dorf zu Kaisten, groß und klein, an die Cappeln unser lieben frawen zu Rutzenhusen um 26 Gulden rheinischer Landeswährung.
Im Jahre 1574 bildeten die Reichtalsdörfer Greßthal, Rütschenhausen, Brebersdorf, Kaisten und Schwemmelsbach zusammen ein Dorfgericht. Es hatte zwei Richter und zwölf Schöffen.
Im Jahre 1598 wurde der Kirchturm der Wallfahrtskirche „von neuem“ errichtet, das Langhaus 1659 umgebaut. Die unterschiedlichen Jahreszahlen 1600 und 1615 deuten auf einen mehrmaligen Umbau hin. Im Jahre 1712 wurde die Wallfahrtskirche um eine Achse nach Westen erweitert.
Nach der Säkularisation wurde das Dorf 1804 dem Landgericht Arnstein zugeteilt, kam zum 1806 errichteten Großherzogtum Würzburg und wurde 1814 bayerisch. 1862 wurden Justiz und Verwaltung getrennt. Die bisherigen Landgerichte Arnstein und Karlstadt blieben für die Rechtsprechung erhalten. Die beiden ehemaligen Landgerichte wurden zum Bezirksamt Karlstadt zusammengefasst.
Rütschenhausen wurde dessen am weitesten an die nordöstliche Grenze vorgeschobene Gemeinde, die Bezirksämter Schweinfurt und Hammelburg grenzten an. Karlstadt ist 38 Kilometer, Schweinfurt 14 Kilometer entfernt. Für Rütschenhausen wirkte sich der weite Weg zu den Ämtern sehr ungünstig aus. Seit Errichtung des Bezirksamtes Karlstadt ist in Rütschenhausen eine Stagnation der Bevölkerungszahl zu verzeichnen, obwohl sich die Zahl der Wohngebäude erhöht hat.
Am 9. April 1945 (am Tag nach dem Weißen Sonntag) marschierte die amerikanische Armee in Rütschenhausen ein. In den Tagen davor hatte Artilleriefeuer der deutschen Wehrmacht (aus Hambach) drei Kühe getötet, einen Hausgiebel beschädigt, zwei Pappeln umgeschossen und ein Fenster der Kirche zerstört. Rütschenhausen hatte am Ende des Zweiten Weltkrieges bei 171 Einwohnern 13 Gefallene und Vermisste zu beklagen.
Durch die Landkreisreform, die am 1. Juli 1972 in Kraft trat, wurde Rütschenhausen in den Landkreis Schweinfurt eingegliedert.
Am 1. Mai 1978 wurde Rütschenhausen mit Brebersdorf, Burghausen, Greßthal, Kaisten, Schwemmelsbach, Wasserlosen und Wülfershausen zur Gemeinde Wasserlosen zusammengefasst und verlor seine Selbstständigkeit als Gemeinde. Die neue Gemeinde Wasserlosen hat ihren Sitz in Greßthal.
Im Jahre 2007 wurde das 1100-jährige Ortsjubiläum gefeiert.

## Einwohnerentwicklung
- 1910: 167[5]
- 1933: 195[6]
- 1939: 173
- 1961: 164[3]
- 1970: 168[3]
- 1988: 175[7]

## Sage
Von den älteren Leuten in Rütschenhausen wird berichtet, dass bei einer Hungersnot die Rütschenhäuser ein Stück Wald namens Schnellert mit den Kaistenern gegen einen Laib Brot getauscht haben sollen.

## Politik

### Bürgermeister
Alfons Wolz wurde nach dem Zweiten Weltkrieg von der US-Armee eingesetzt. Wenn der Krieg noch ein paar Tage länger gedauert hätte, wäre er von den Nationalsozialisten ins KZ gebracht worden.

### Ortspartnerschaften
Mit Ritschenhausen in Thüringen gibt es seit dem Zusammenbruch der DDR eine Partnerschaft.

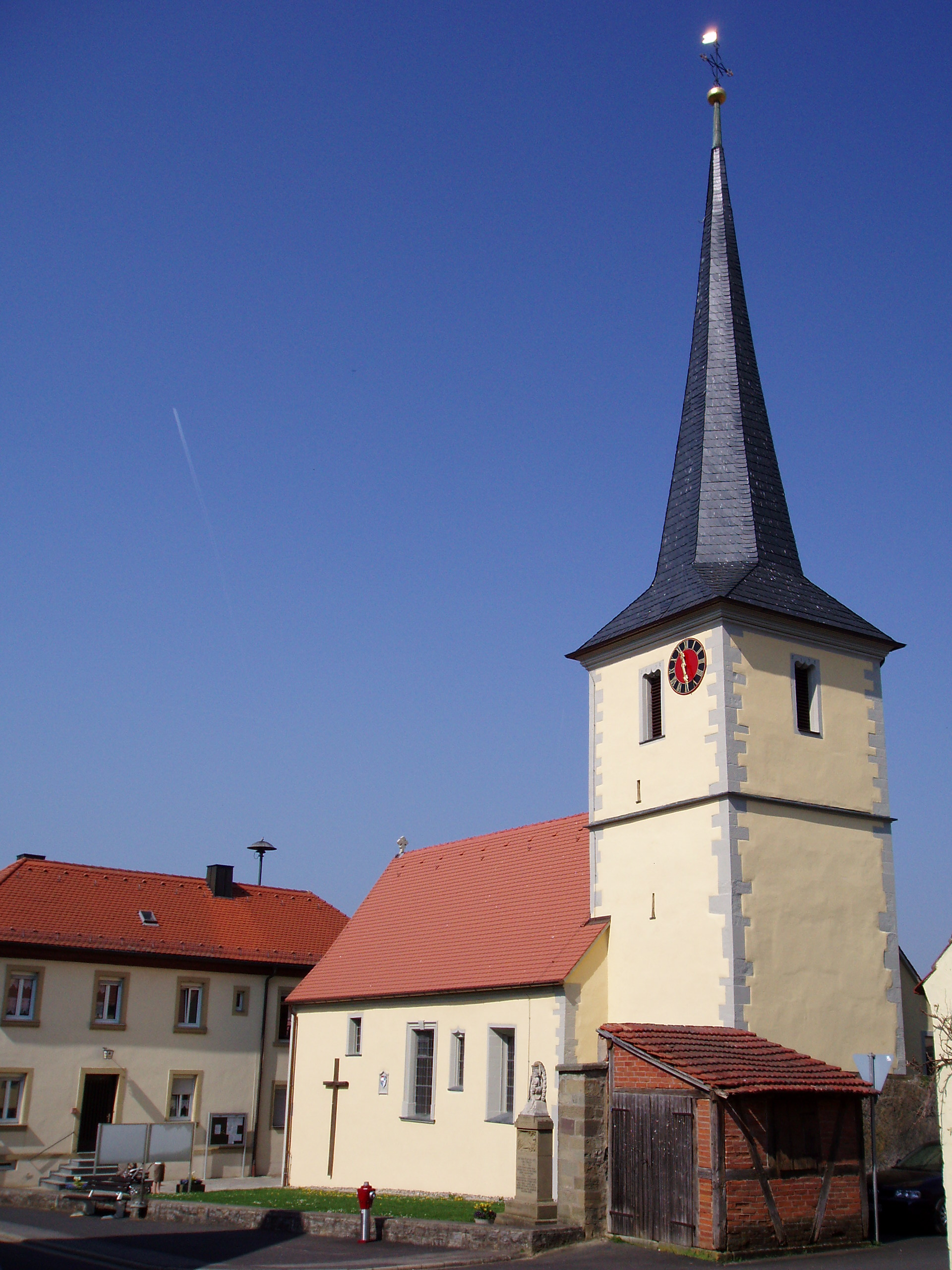
Wallfahrtskirche

## Kultur und Sehenswürdigkeiten

### Sehenswürdigkeiten
- Die Wallfahrtskirche Maria von der Tann hat zwei sehr alte Glocken. Die Kleine Glocke von 1503, der heiligen Maria geweiht, hat einen Durchmesser von 79 und die Große Glocke aus dem Jahre 1520, dem heiligen Johannes geweiht, von 86 Zentimetern. Sie wurde 1947 aus dem Glockenfriedhof in der Nähe des Hamburger Hafens, wo sie für Kriegszwecke eingeschmolzen werden sollte, unter großem Jubel wieder heimgeholt. Als Besonderheit gilt, dass der Turm jünger als die Glocken ist und aus dem Jahre 1598 stammt. Der Ursprung des Namens Maria von der Tann geht darauf zurück, dass die heilige Maria in einer Erscheinung aus einem Tannenbaum gesprochen haben soll. Bei einer Renovierung um 1960 wurden die Seitenaltäre beseitigt und wahrscheinlich auch der Zugang zur Kanzel, die über dem Juliuswappen die Jahreszahl 1593 trägt.[2] Am 13. September 1987 wurde der neue Altar durch Weihbischof Alfons Kempf[8] und am 16. Juni 1996 die neue Kirchenorgel durch Weihbischof Helmut Bauer geweiht.[9]
- Vier Fronleichnamsaltare (Matthäus, Markus, Lukas, Johannes)

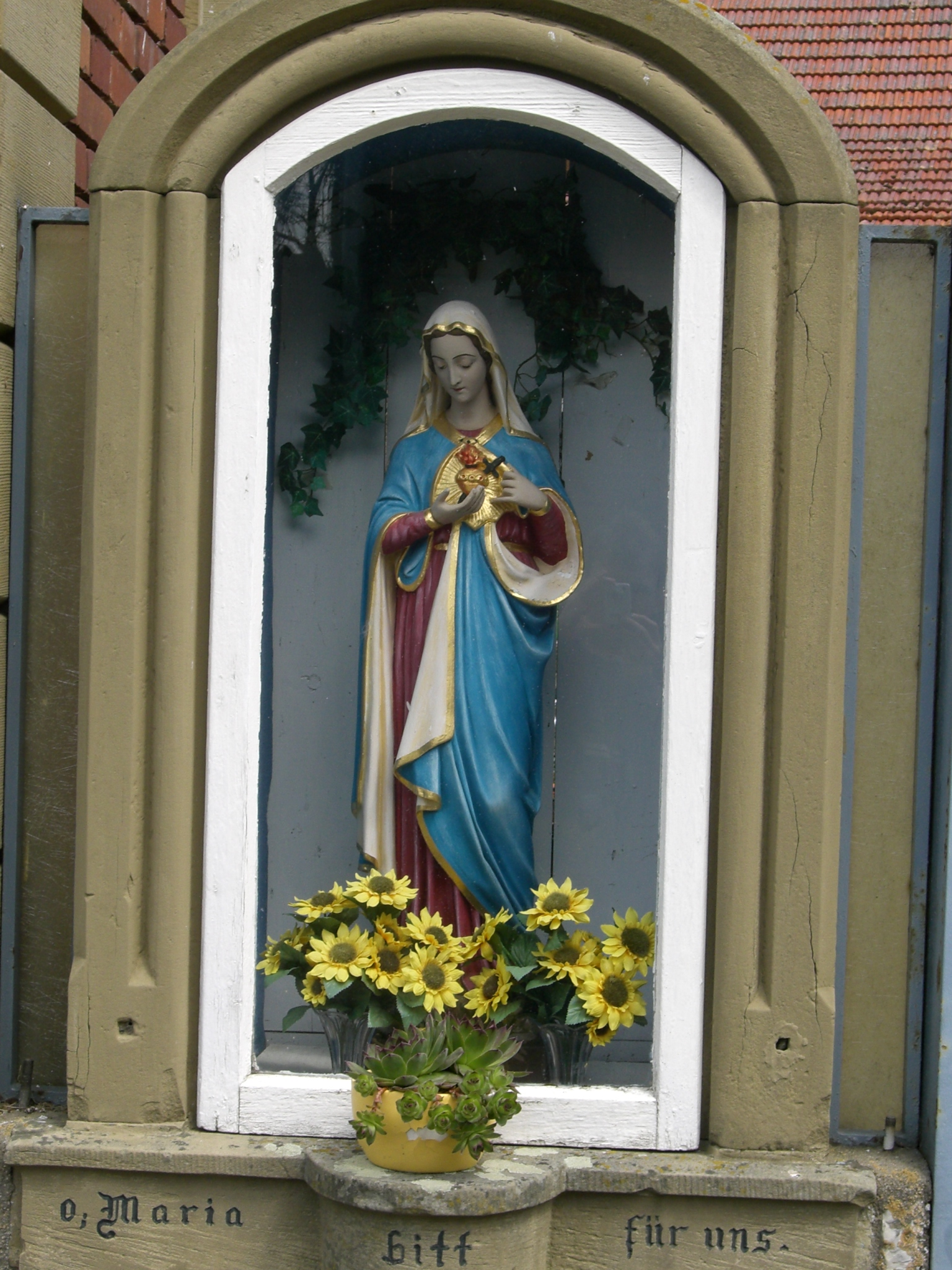
Bildstock aus dem Jahr 1607
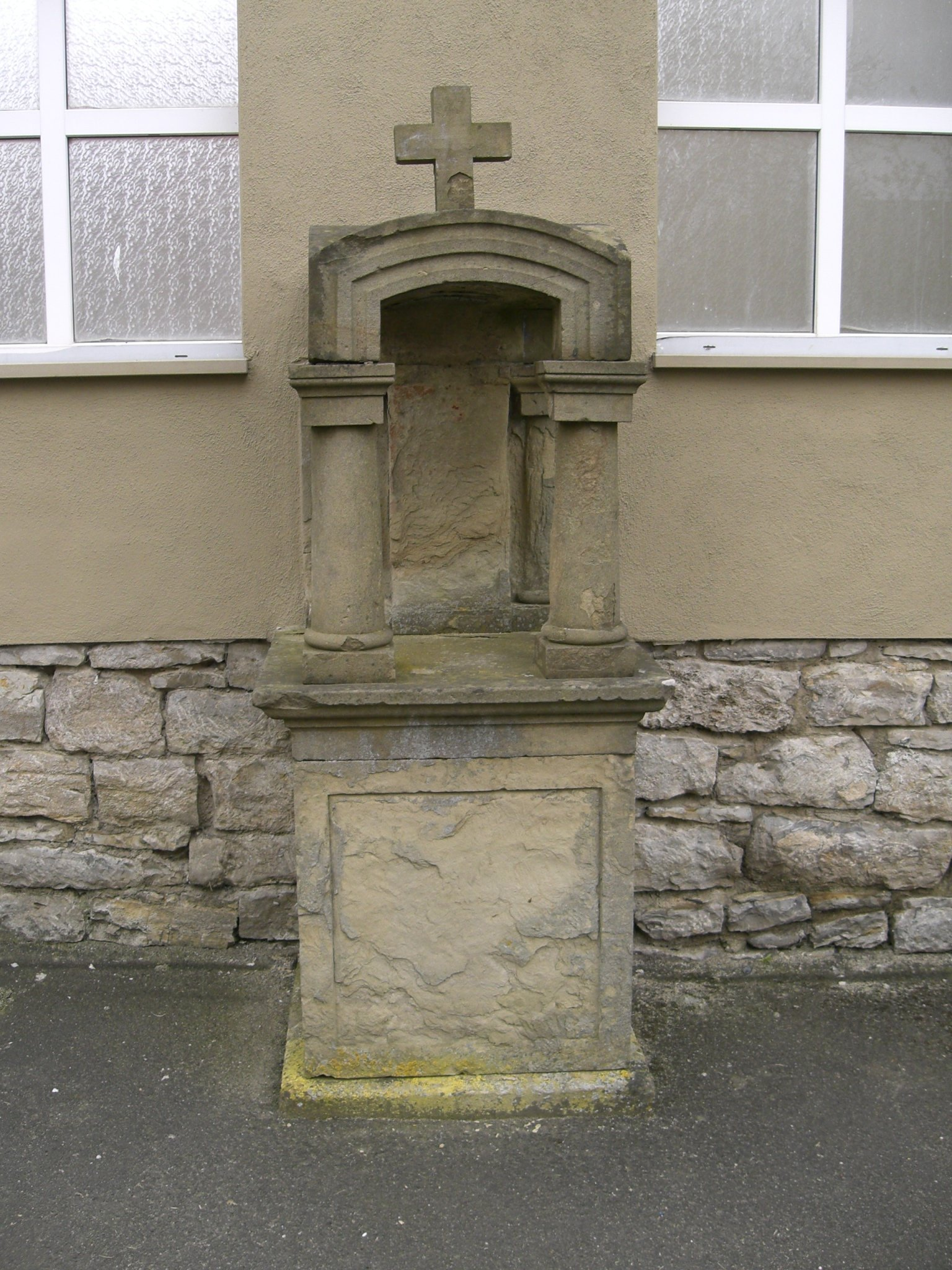
Tabernakelbildstock aus dem Jahr 1848
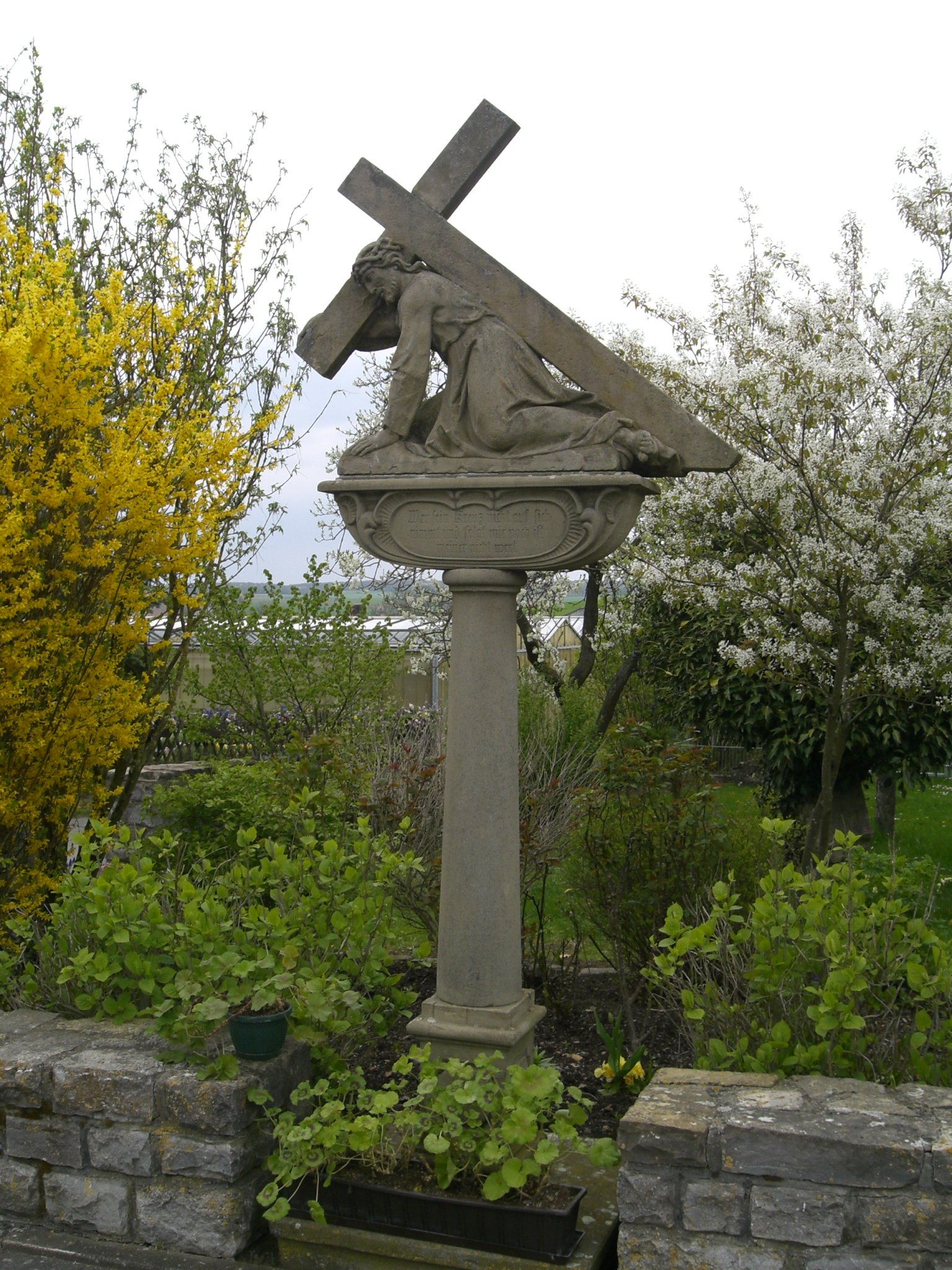
Kreuzschlepper, wahrscheinlich aus dem Jahr 1738[10][Anmerkung 1]
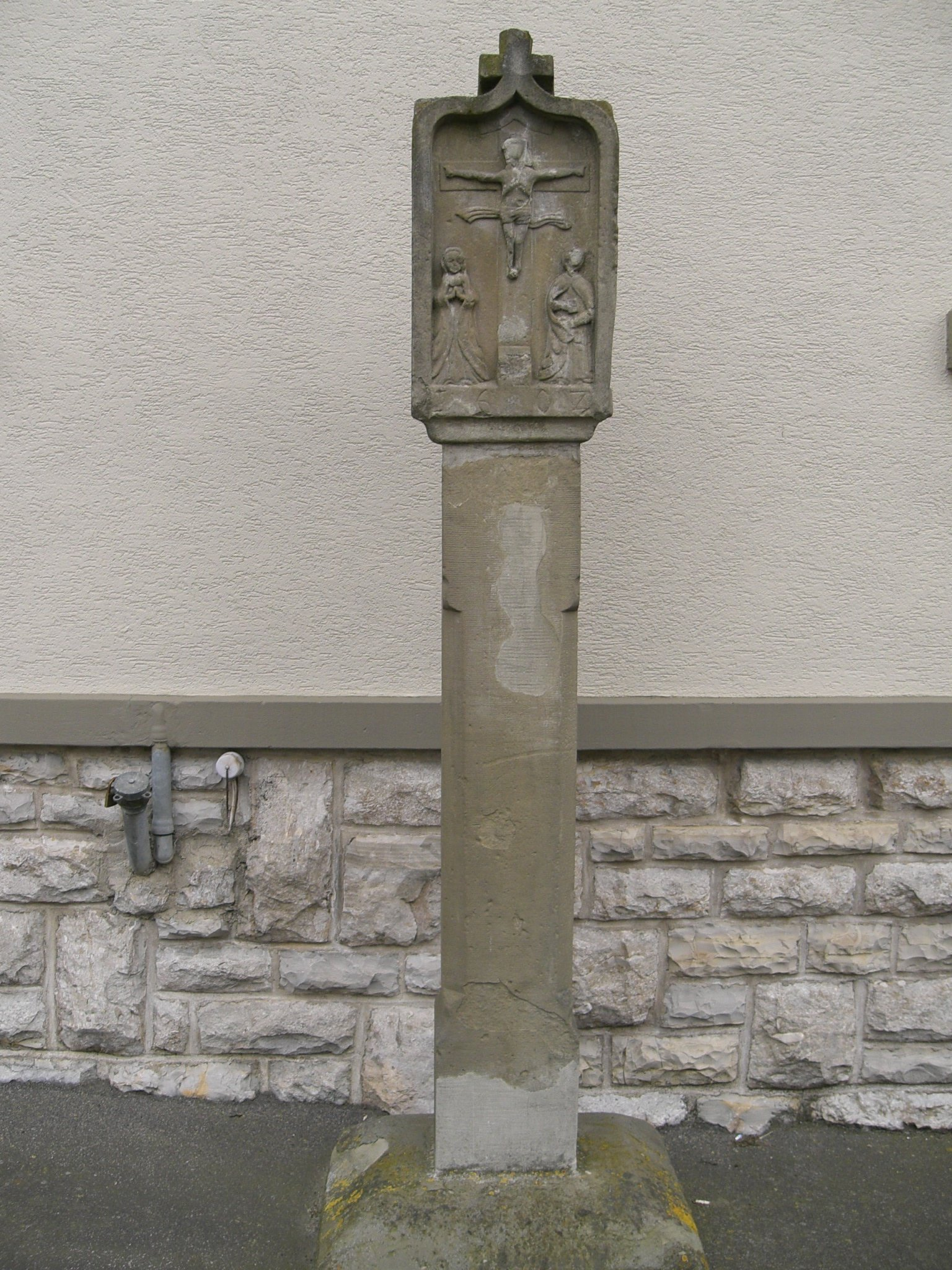
Pfeilerbildstock aus dem Jahr 1602[10][Anmerkung 2][Anmerkung 3]

- Das Friedhofskreuz stammt aus dem Jahr 1852.[10]
- Kriegerdenkmal

|  | hl. Maria bitt für uns Auf dem Felde der Ehre sind gefallen 1914–1918 Hugo Kempf + Georg Wolz Johann Scholl + Gustav Kempf Georg Bausenwein. 1939–1945 Kilian Rettner + Josef Wischer Heinrich Wischer + Johann Kippes Willi Wolz + Ernst Wolz Hubert Höchemer + Otto Kempf Albin Hart + vermisst: Otto Schneider Valentin Simon. |

- Osterbrunnen

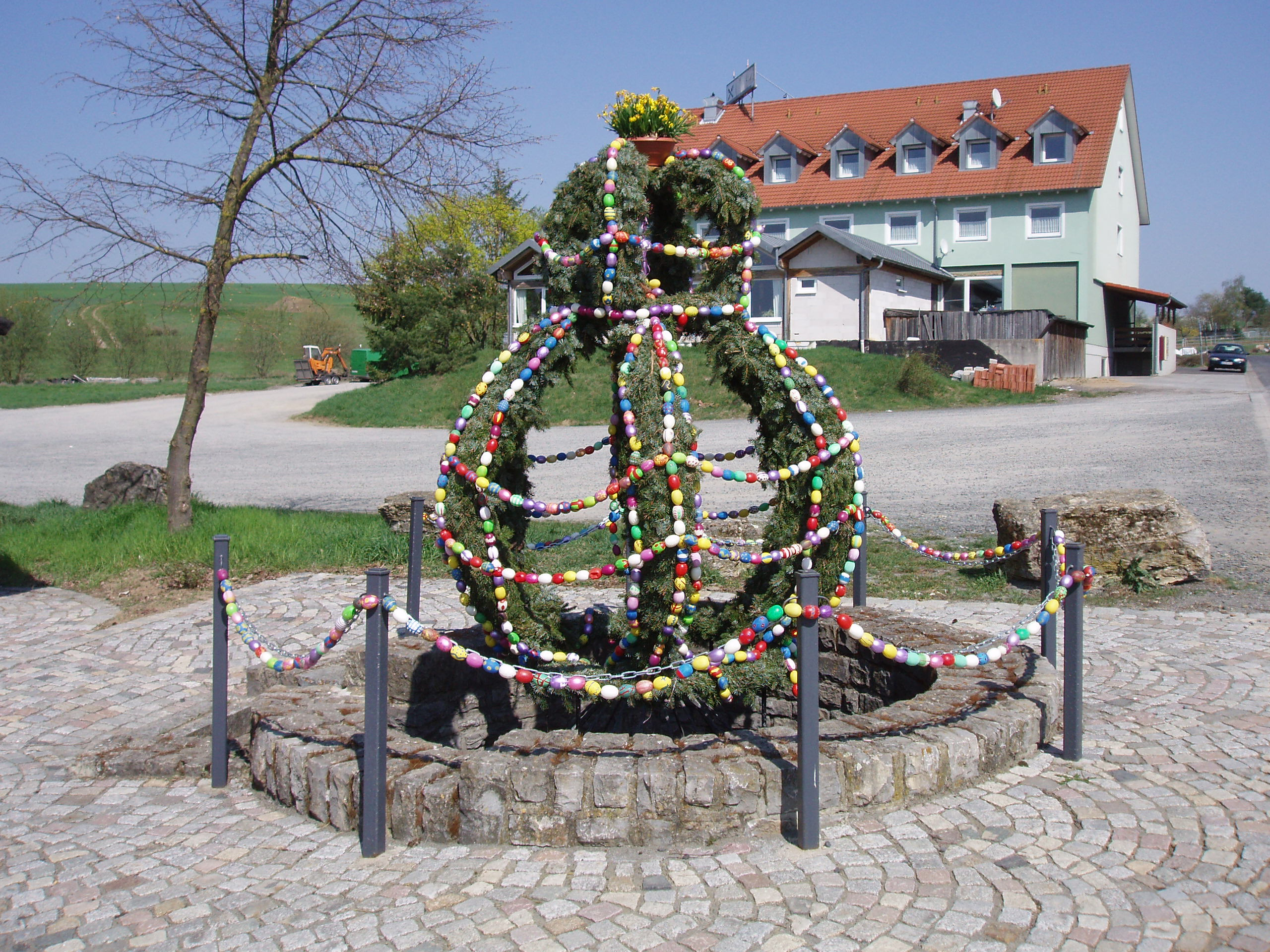
Osterbrunnen

- Seit April 2011 gibt es in Rütschenhausen ein Deutsch-amerikanisches Nachkriegsmuseum[11]
- Im DJK-Heim gibt es eine Bücherei, die sonntags für einige Stunden geöffnet ist.[12]

### Vereine
- DJK (gegründet am 8. Oktober 1978[7])
- Freiwillige Feuerwehr (gegründet am 7. Juli 1901[13])
- Eigenheimer (gegründet Oktober 1983)
- Stammtisch 1982

### Bauwerke
- Die Leichenhalle wurde 1985 nach den Plänen des Ingenieurbüros Karl Krämer aus Sömmersdorf erbaut.[14] Im Jahr 1988 wurde eine Wandplastik des Randersackerer Kunstschmieds Georg Mützel darin aufgehängt.[15]
- Feuerwehrhaus (seit Mai 1981)[16]
- Rütschenhausener Backofen
- Das Gasthaus Stern wurde am 4. November 1976 abgerissen. Eröffnet wurde der ehemalige Landgasthof mit „Fremdenstall“, der der Unterstellung von Pferden diente, am 8. Oktober 1875. In den Anfangszeiten war dort auch die Poststelle von Rütschenhausen untergebracht.[17]

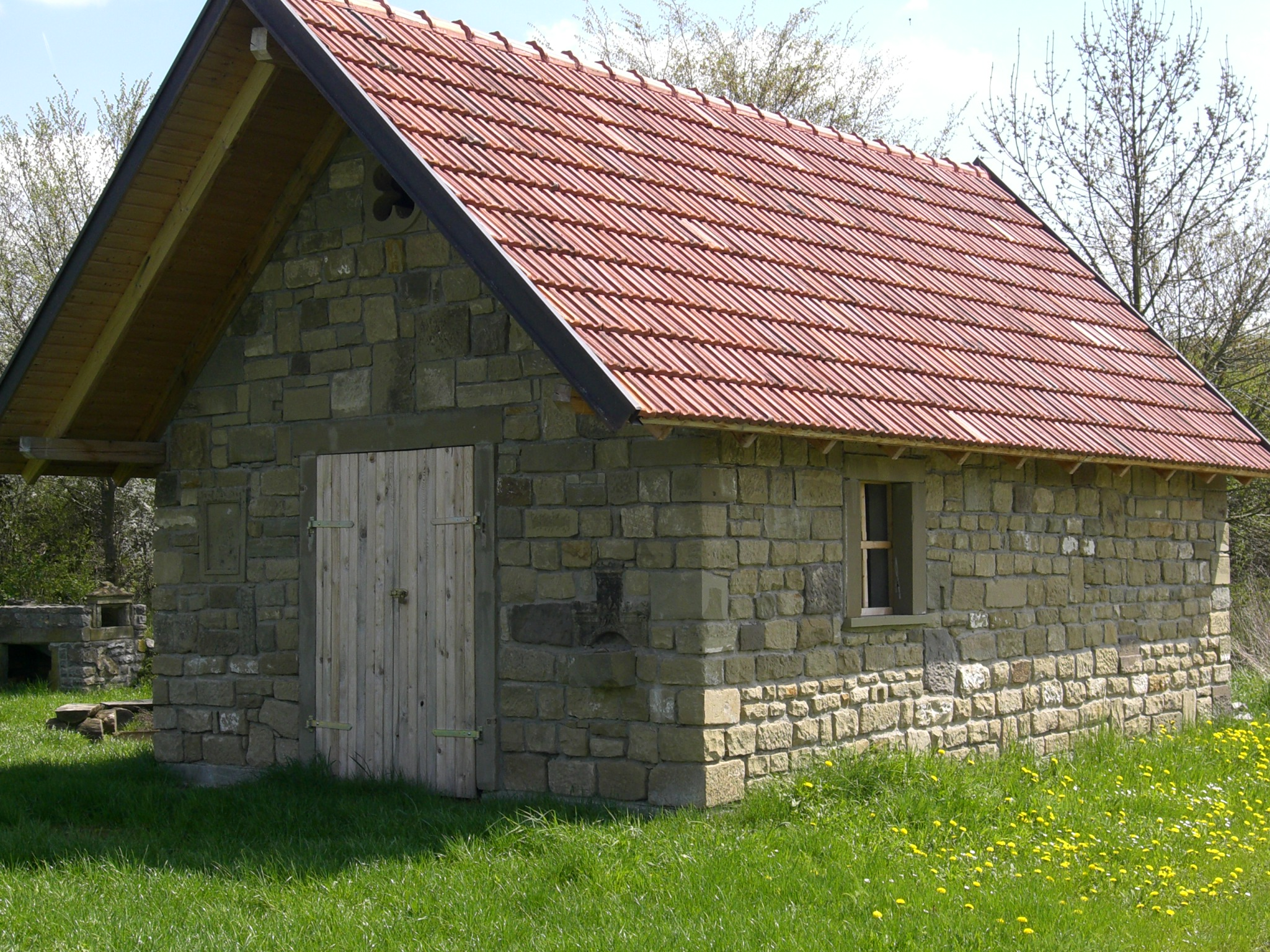
Backofen
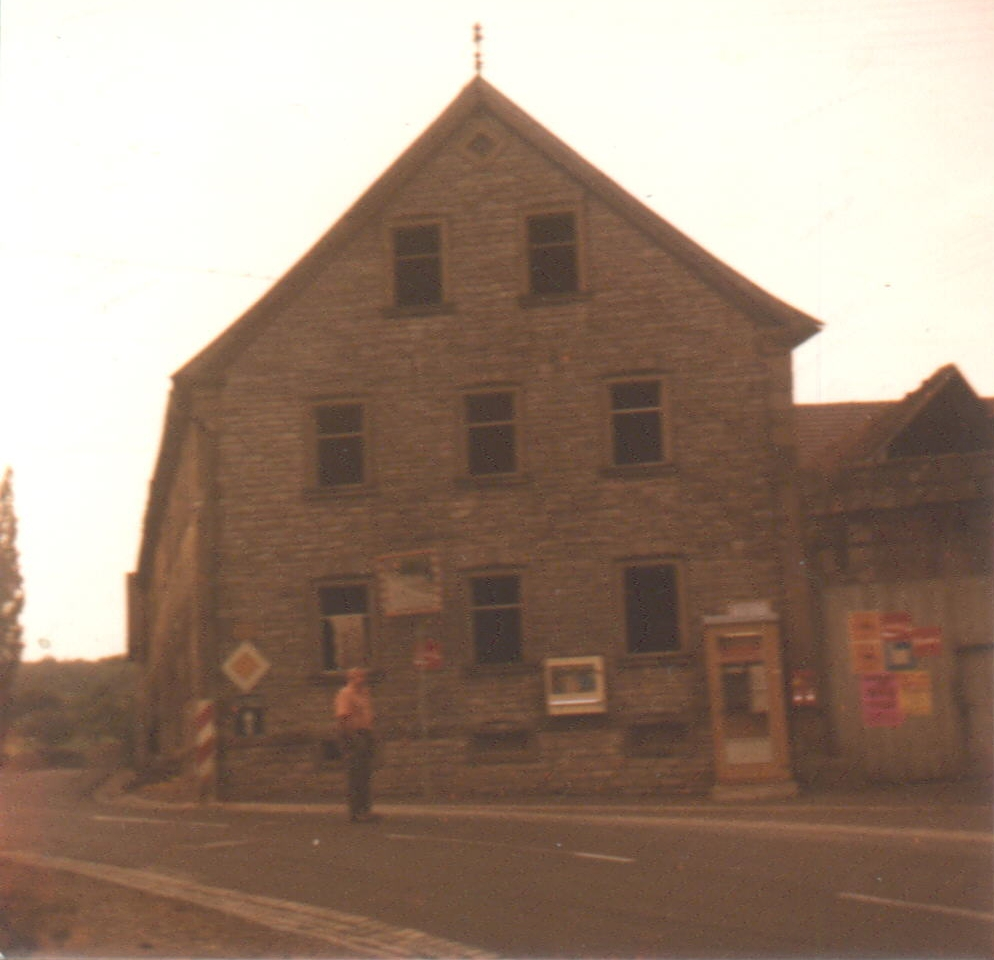
Altes Gasthaus kurz vor dem Abriss
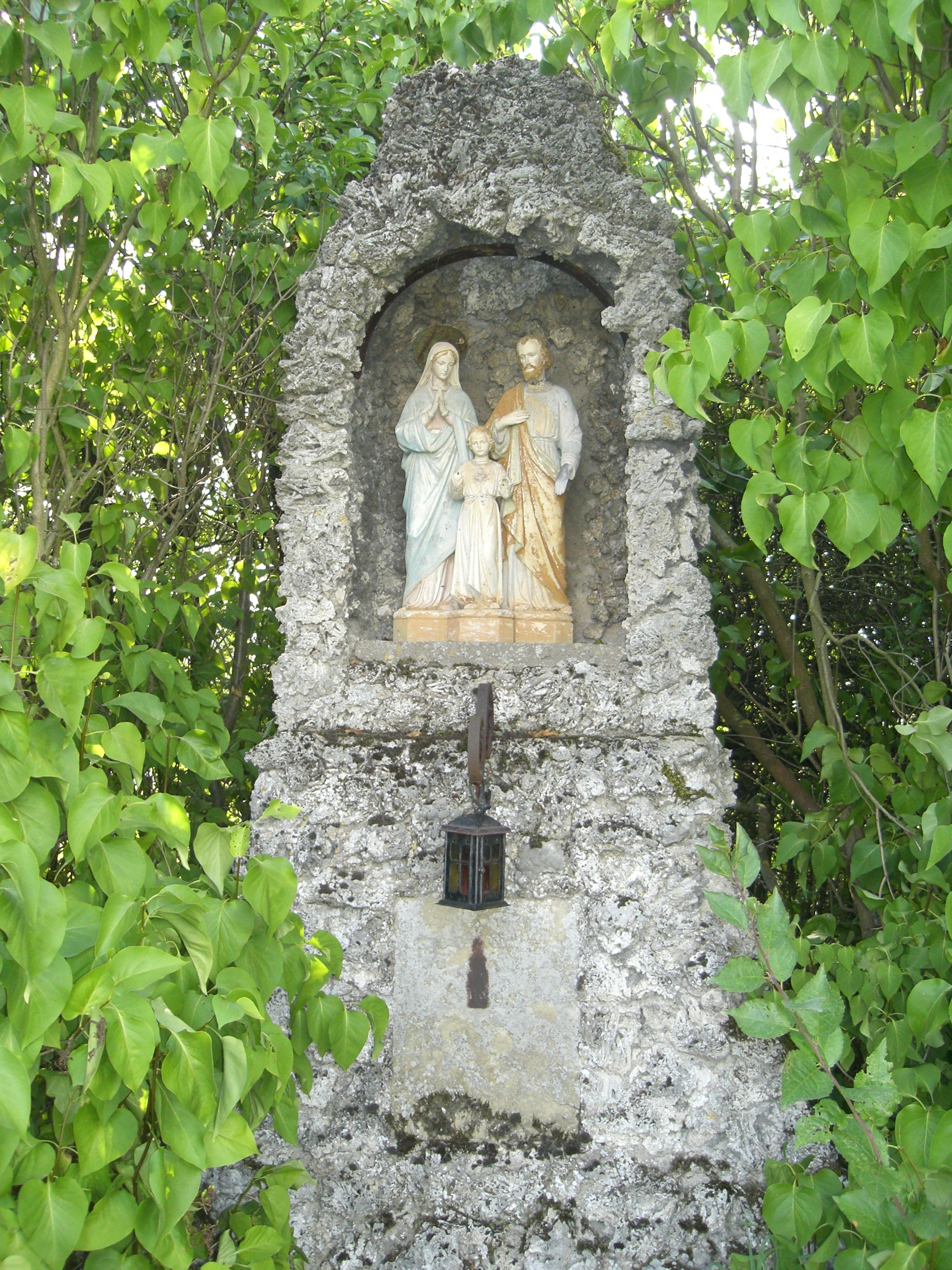
Grotte

### Regelmäßige Veranstaltungen
Jedes Jahr findet im Juli/August das sogenannte Fischfest statt.
Die sogenannte Schlachtschüssel ist jedes Jahr um die Faschingszeit.
Ein Dunkelbierabend und eine Bürgerversammlung gibt es auch jährlich.
Den Altentag gibt es immer im Dezember.
Das Sonnwendfeuer wird um den 24. Juni gefeiert.

### Dialekt
In Rütschenhausen wird hauptsächlich Unterfränkisch gesprochen, das zu den mainfränkischen Dialekten gehört.
| Rütschenhäuser Dialekt | Hochdeutsch                 |
| ---------------------- | --------------------------- |
| I ho a a ä ü.          | Ich habe auch ein Ei übrig. |
| geit nias              | gibt nichts                 |
| sou öbbes!             | so was!                     |
| Grumbern               | Kartoffeln                  |
| Hääh                   | Heu                         |
| Ächerter               | Eicherner                   |
| Versäherli             | Bohnen                      |

## Wirtschaft und Infrastruktur

### Wirtschaft einschließlich Land- und Forstwirtschaft
Rütschenhausen ist geprägt durch landwirtschaftliche Betriebe. Die meisten Einwohner pendeln zum Arbeiten in die Stadt Schweinfurt.

### Verkehr
Rütschenhausen liegt direkt an der Anschlussstelle 98 „Wasserlosen“ der Autobahn A 7 (E 45). Das Autobahnteilstück, an dem Rütschenhausen liegt, wurde im Juli 1968 vom damaligen bayerischen Innenminister Bruno Merk und dem hessischen Wirtschafts- und Verkehrsminister Rudi Arndt eröffnet.
Die B 303 (U 62/U 55) geht direkt durch Rütschenhausen.
Es gibt eine Busverbindung (Nr. 8139) der Omnibusverkehr Franken GmbH (OVF) nach Schweinfurt.
Anfang 2008 wurde der Bau des Radwegs Sömmersdorf-Rütschenhausen beschlossen und sollte bis Ende 2008 abgeschlossen sein. Aufgrund von Problemen mit Anwohnern entlang des Radwegs verzögerte sich der Bau nach der Fertigstellung des ersten Bauabschnitts. Weiterhin wurde beschlossen, die B 303 entlang des Radwegs auszubessern. Schließlich wurden die Ausbesserungen sowie der Radweg 2018 fertiggestellt.

### Bildung
Bis 1973/74 hatte Rütschenhausen eine eigene Schule, in der teilweise bis zu 45 Schulkinder auf 27 m² unterrichtet wurden. Das ehemalige Schulgebäude dient jetzt als Vereinsheim.

## Ehrenbürger
- Erwin Ammann (Landrat) wurde vom damaligen Bürgermeister Alfred Fischer zum Ehrenbürger ernannt.